# 사시마키역
사시마키역(일본어: 刺巻駅)은 일본 아키타현 센보쿠시에 위치한 동일본 여객철도 다자와코 선의 철도역이다. 상대식 승강장 2면 2선의 구조를 갖춘 지상역이다.

## 타는 곳
| 1 | ■ 다자와코 선 | 상행 | 다자와코 · 모리오카 방면   |
| 2 | ■ 다자와코 선 | 하행 | 가쿠노다테 · 오마가리 방면 |

## 역 주변
- 국도 제46호선

## 역사
- 1923년 8월 31일 : 국철 아보나이 선의 역으로서 센보쿠 군 아보나이 촌에 개업.
- 1966년 10월 20일 : 아보나이 선이 다자와코 선에 편입되어, 다자와코 선의 역이 됨.
- 1987년 4월 1일 : 일본국유철도 분할 민영화에 의해, 동일본 여객철도가 승계.
- 1997년 3월 : 역사 완성. 아키타 신칸센 개업과 함께 사용개시.

## 인접 역
| 동일본 여객철도 다자와코 선 | 동일본 여객철도 다자와코 선 | 동일본 여객철도 다자와코 선 |
| --------------------------- | --------------------------- | --------------------------- |
| 다자와코 모리오카 방면      | ■ 다자와코 선               | 진다이 오마가리 방면        |